# Pilar (Buenos Aires)
Pilar é uma cidade da Argentina, localizada na província de Buenos Aires, situada na área metropolitana de Gran Buenos Aires.

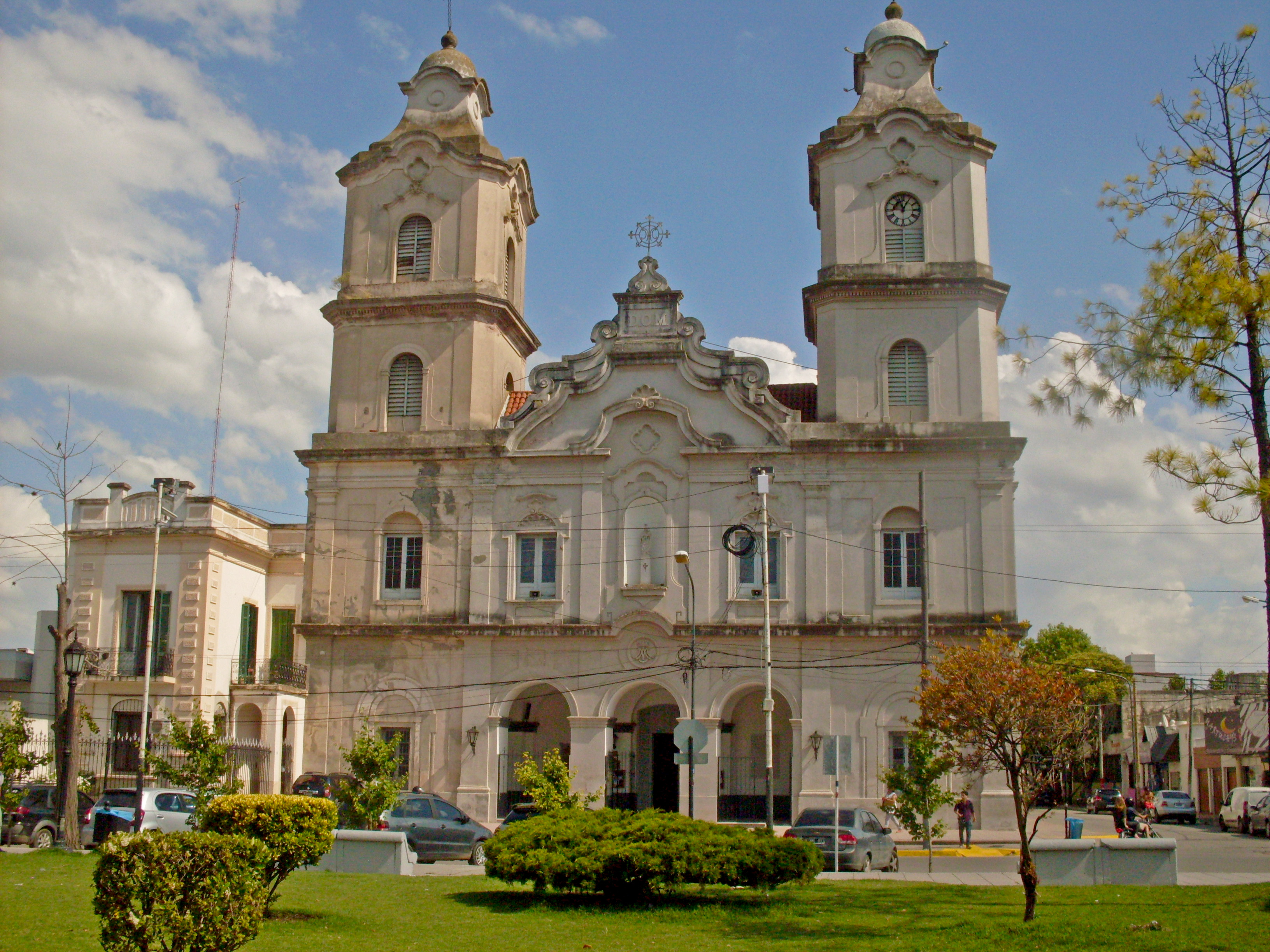
Pilar, Buenos Aires.